# Flûte à trois trous
La flûte à trois trous est un instrument à vent bois appartenant aux flûtes dites droites à bec et à fissure. Selon la région du monde où elle est pratiquée, elle porte divers noms : 
- Chifla ou pitu en province de León ;
- Chiflo et miniflauta (« miniflûte ») en Aragon
- Flabuta en Gascogne ;
- Flaviol, fluviol ou flabiol en Catalogne ;
- Galoubet en Provence ;
- Pito rociero (es) en Andalousie ;
- Silbu en Cantabrie ;
- Txistu au Pays basque ;
- Txülüla ou txirula en Soule ;

## Organologie
Flûte dite droite, à bec et à fissure, le conduit permet de diriger le souffle du musicien vers l'arête de son ouverture afin de produire des sons harmoniques.
Les trois trous sont situés à son extrémité inférieure avec deux trous sur sa face antérieure et un trou sur sa face postérieure.

## Jeu
La flûte à trois trous est une flûte qui se joue à une main, la seconde assure la rythmique avec un tambourin à cordes ou un tambour à peau. Joués par un seul et même musicien, flûte à trois trous et tambour/tambourin à cordes forment un ensemble musical.